# Kayle Browning
Kayle Browning, född 9 juli 1992 i Conway i Arkansas, är en amerikansk sportskytt.
Hon blev olympisk silvermedaljör i trap vid sommarspelen 2020 i Tokyo.